# Kaibing
Kaibing är en ort i kommunen Feistritztal i Österrike. Den ligger i distriktet Hartberg-Fürstenfeld i förbundslandet Steiermark.
Kaibing var tidigare en självständig kommun, men blev den 1 januari 2015 en del av den nybildade kommunen Feistritztal.